# Алея Героїв (Кременчук)
Алея Героям Радянського Союзу — алея у Кременчуці, у сквері імені Олега Бабаєва. На ній вшановано пам'ять Героїв Радянського Союзу, що народились або проживали у Кременчуці.

## Опис

Алея Героїв Радянського Союзу

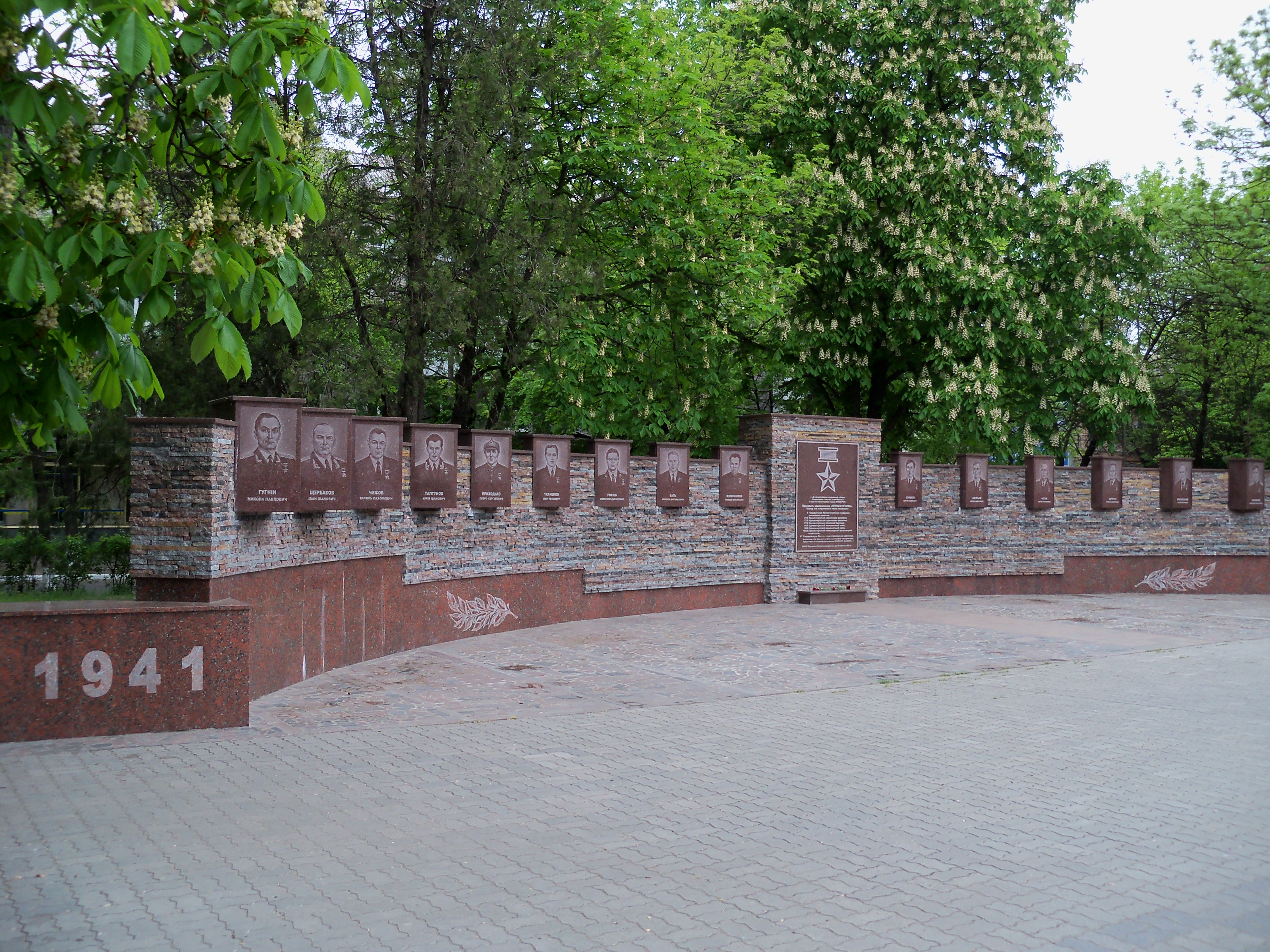
Алея Героїв Радянського Союзу

Алея виконана з граніту та розміщена напівколом за Пам'ятником Воїну-визволителю. В центрі розміщена плита з написом витягу з наказу Верховного головнокомандувача від 29 вересня 1943 про присвоєння назви Кременчуцьких 7-и військовим з'єднанням і частинам:
- 6-та гвардійська повітряно-десантна дивізія (СРСР)
- 214-та Кременчуцька стрілецька дивізія
- 233-тя Кременчуцька стрілецька дивізія
- 219-та Кременчуцька танкова бригада
- 469-й Кременчуцький мінометний полк
- 308-й Кременчуцький мінометний полк
- 1902-й Кременчуцький самохідний артилерійський полк

а також 97-му Гвардійську Полтавську стрілецьку дивізію, яка другий раз відзначилась у боях нагородити орденом Червоного Прапора.
Ліворуч і праворуч від неї викарбувано на граніті по 9 портеретів кременчужан — Героїв Радянського Союзу.

### Таблиця увічнених героїв на Алеї (зліва направо)
| №п/п | ПІП                           | Роки життя | Зображення | Короткі відомості |
| ---- | ----------------------------- | ---------- | ---------- | --- |
| 1    | Гугнін Микола Павлович        | 1916-1987  |            | З 1962 року працював викладачем у Кременчуцькому льотному училищі цивільної авіації (нині Кременчуцький льотний коледж Національного авіаційного університету), пізніше був начальником навчально-льотного відділу училища. Жив в місті Кременчук Полтавської області. |
| 2    | Щербаков Іван Іванович        | 1915-1960  |            | Після виходу в запас у 1957 році І. І. Щербаков жив у місті Кременчуці Полтавської області. Похований у Москві на Новодівочому кладовищі. |
| 3    | Чижов Василь Пахомович        | 1922-1997  |            | Жив у місті Кременчук. Працював директором школи № 9. Помер 4 лютого 1997 року. Похований у Кременчуці. |
| 4    | Таптунов Юрій Іванович        | 1940-1978  |            | Народився 4 жовтня 1940 року в місті Кременчук Полтавської області Україна в сім'ї службовця. Закінчив 10 класів. У Військово-Морському Флоті з 1959 року. У 1965 році закінчив Вище військово-морське інженерне училище. Служив на Північному і Тихоокеанському флотах. 29 грудня 1978 загинув при виконанні службових обов'язків, у реакторному відсіку підводного човна. |
| 5    | Приходько Петро Сергійович    | 1918-1944  |            | Народився 8 листопада 1918 року в місті Кременчук. Закінчив шість класів неповної середньої школи. Був музикантом. У 1939 році призваний до лав Червоної Армії. У боях війни з 1943 року. Воював на 1-му Білоруському фронті. 24 червня 1944 кулеметник старший сержант Петро Сергійович Приходько загинув у бою. Похований у селі Запілля Рогачевського району Гомельської області. |
| 6    | Ткаченко Ілля Іванович        | 1924-1943  |            | Народився в 1924 році в місті Кременчук Полтавської області в родині робітника. У 1941 році закінчив десять класів середньої школи № 6 (нині школа № 13). У 1942 році призваний до лав Червоної Армії. У тому ж році закінчив Омське військове піхотне училище. Воював на 3-му Українському і Південно-Західному фронтах. При форсування Дніпра був важко поранений, але продовжував командувати взводом. 27 вересня 1943 в бою на плацдармі загинув. |
| 7    | Готліб Емануїл Давидович      | 1908-1991  |            | Народився 12 (25) листопада 1908 року в місті Кременчук в родині робітника. Закінчив сім класів середньої школи. У боях Радянсько-німецької війни з листопада 1942 року. Воював на Північно-Західному і 2-м Прибалтійському фронтах. Був контужений і поранений. Жив у місті Харків. Працював заступником директора Українського науково-дослідного інституту ґрунтознавства і агрохімії. Помер 6 травня 1991 року. Похований на кладовищі № 2 у Харкові. |
| 8    | Баль Микола Васильович        | 1913-1999  |            | Народився 6 грудня 1913 року в селі Дмитрівка. У 1927 році закінчив сім класів Потоцької неповної середньої школи. У 1949 році закінчив навчання у Вищій офіцерській бронетанковій школі. Воював на Воронезькому і 1-му Українському фронтах. Був двічі поранений. З 1971 року жив в Кременчуці. Працював начальником відділу постачання Кременчуцького заводу силікатної цегли. Брав активну участь в роботі по військово-патріотичному вихованню молоді. Помер 15 жовтня 1999 року. Похований в Кременчуці на Новому кладовищі.                                                                      |
| 9    | Молочников Микола Мусійович   | 1924-1982  |            | Народився 23 грудня 1924 року в місті Кременчук в сім'ї робітника. Закінчив середню школу № 9 (зараз один з корпусів Кременчуцького льотного коледжу). Працював у колгоспі. У 1942 році призваний до лав Червоної Армії. У 1943 році закінчив Сумське артилерійське училище. З 1947 року майор М. Молочників — в запасі. Працював завідувачем складу Чернівецького пивоварного заводу. Жив у місті Чернівці. Помер 25 листопада 1982 року. |
| 10   | Конюхов Сергій Семенович      | 1921-2005  |            | Народився 15 червня 1921 року в Московській області. До лютого 1945 року зробив 103 бойових вильоти. Після війни, до 1959 року підполковник Конюхов С. С. служив в Радянській Армії. Жив в місті Кременчук Полтавської області Україна. До виходу на заслужений відпочинок працював інструктором тренажу в Кременчуцькому льотному училищі цивільної авіації. Помер 1 серпня 2005 року. Похований в Кременчуці на Старореївському кладовищі. |
| 11   | Корольов Йосип Дмитрович      | 1906-1987  |            | У 1928 році призваний до лав Червоної Армії. У боях радянсько-німецької війни з 1943 року. Учасник радянсько-японської війни 1945 року. Після війни продовжував службу в армії. З 1957 року полковник І. Д. Корольов — в запасі. Жив і працював в Кременчуці, брав активну участь у відбудові міста після війни. Помер 4 квітня 1987 року. |
| 12   | Фаткін Сергій Степанович      | 1918-1999  |            | Народився 11 вересня 1918 року в Рязанській області. Воював на Воронезькому, 1-му, 2-му і 3-му Українських фронтах. Після війни жив у місті Кременчук Полтавської області. До 1973 року працював інспектором відділу кадрів Кременчуцького міськстравторгу. Помер 28 січня 1999 року. |
| 13   | Циплухін Микола Дмитрович     | 1918-1987  |            | Народився 24 листопада 1918 року в місті Расказово нині Тамбовської області. До серпня 1944 року зробив 92 бойових вильоту на штурмовку військ противника. Після війни жив у місті Кременчуці Полтавської області. Працював контролером відділу технічного контролю заводу дорожніх машин. Помер 14 жовтня 1987 року. |
| 14   | Шпаковський Сергій Петрович   | 1918-1991  |            | Народився 19 жовтня 1918 року в селі Святилівка Глобинського району Полтавської області. Закінчив 7 класів. Працював у радгоспі, потім трактористом у колгоспі в Криму. У лавах армії з 1939 по 1944 Жив в місті Кременчук Полтавської області. Працював секретарем Кременчуцького райкому партії, потім старшим інструктором відділу кадрів ремонтно-експериментального заводу комунального устаткування. Помер 23 квітня 1991 року. Похований на Новому кладовищі в Кременчуці. |
| 15   | Халаменюк Олександр Йосипович | 1918-1945  |            | Народився у Кременчуці, у сім'ї робітника. Закінчив школу № 7 та школу фабрично-заводського учнівства в Харкові. Працював слюсарем на Харківському тракторному заводі. У 1939 році був призваний до рядів Червоної Армії. Був учасником радянсько-фінської війни 1939—1940 років. У 1941 році закінчив Харківське бронетанкове училище. Учасник війни з червня 1941 року. Загинув 12 січня 1945 біля Яніна, що на північній схід від міста Бусько-Здруй у Польщі. |
| 16   | Новохатько Михайло Степанович | 1907-1944  |            | Народився 7 вересня 1907 року в селі Чикалівка нині Кременчуцького району Полтавської області. Відзначився у битві за Дніпро. Комбриг загинув смертю хоробрих у бою за місто Ряшів 31 серпня 1944. Похований у Перемишльі, нині (Польща). |
| 17   | Крупський Віктор Йосипович    | 1924-2000  |            | Народився 21 грудня 1921 року в місті Кременчук. Закінчив 1 курс механічного технікуму і аероклуб. Працював на заводі. У 1940 році закінчив Чугуївське військове авіаційне училище льотчиків. У березні 1943 року отримав важке поранення, довго лікувався. До кінця війни зробив триста тридцять бойових вильотів, особисто знищенив десять ворожих літаків і дев'ять — у групі. Працював заступником уповноваженого Міністерства заготівель в Полтавській області Україна. З 1978 року по 17 вересня 1985 займав пост голови Орловського облвиконкому. Жив у місті Орел. Помер 10 вересня 2000 року. |
| 18   | Блувштейн Олександр Абрамович | 1910-1984  |            | Народився 15 травня 1910 року в місті Кременчук. Працював на заводі дорожніх машин. У 1937 році закінчив військово-політичне училище. Учасник походу в Західну Білорусь в 1939 році, брав участь у Дніпровській повітряно-десантній операції. Після війни жив і працював у Києві. Помер 20 жовтня 1984 року. |

## Історія
У 2008 році було проведено реконструкцію. Алею зробили гранітною. До цього портрети було виконано фарбою.